# Petchora (cheval)
Pour les articles homonymes, voir Petchora.
Le Petchora (russe : Petchorskaïa) est une race de chevaux de selle et de trait léger originaire de Russie, assez rare. Elle provient des abords du fleuve Petchora, d'où son nom. Particulièrement résistant aux conditions climatiques extrêmes et aux moustiques, le Petchora devient très populaire au XIXe siècle. Il est alors exporté, mais il décline à la fin du siècle.

## Dénomination
Le nom anglais est « Pechora »,.

## Histoire
Le Petchora a reçu l'influence de chevaux de l'Oural, de l'Ouest de la Sibérie et d'Estonie, particulièrement durant le XVIe siècle.
Cette race connaît son époque de gloire au XIXe siècle, où elle est exportée dans toutes les régions du cercle polaire et dans le bassin du fleuve Petchora. Sa résistance aux grands froids (-60°) et aux moustiques qui infestent sa région durant l'été le rendent en effet très demandé.
Le Petchora décline à la fin du XIXe siècle. La Révolution industrielle entraîne un début de sélection dans l'élevage en race pure.
En 1988, il ne reste qu'entre 100 et 1 000 chevaux de cette race en URSS.

## Description
Il appartient au groupe des poneys du Nord de la Russie, et ressemble beaucoup à l'Estonien. 
D'après CAB International, il mesure 1,40  à   1,47 m. Bonnie Lou Hendricks (université de l'Oklahoma) indique 1,35  à   1,44 m. 
La tête est lourde. 
Le garrot est peu sorti. Le corps est allongé. La croupe est inclinée. Les membres sont solides. 
Il développe une crinière, une queue et des fanons très épais, ainsi qu'un pelage d'hiver particulièrement dense.

### Robe
Il est généralement de robe noire, baie-brune, baie, ou alezane, l'expression du gène Dun étant possible. Le gris est possible, mais rare. En effet, cette robe est contre-sélectionnée en raison d'une croyance locale que veut que les chevaux gris soient moins résistants au froid.

### Tempérament et entretien
Le Tetchora est très résistant aux climats froids, sa région d'élevage dans la toundra impliquant seulement 80 jours environ libres de glace.

## Utilisation
Le Petchora est un cheval de selle et de traction.
Une partie de ces chevaux sont croisés avec des trotteurs et avec l'Ardennais.

## Diffusion de l'élevage
Il est classé comme race locale. Il ne se trouve que dans la république des Komis et en Estonie.